# أليكساندر سيدورنيكو
أليكساندر سيدورنيكو (بالفرنسية: Alexandre Sidorenko)‏ هو لاعب كرة مضرب فرنسي.

## وصلات خارجية
- أليكساندر سيدورنيكو على موقع رابطة محترفي التنس (الإنجليزية)
- أليكساندر سيدورنيكو على موقع الاتحاد الدولي لكرة المضرب (الإنجليزية)
- أليكساندر سيدورنيكو على موقع خلاصة التنس.كوم (الإنجليزية)
- أليكساندر سيدورنيكو على موقع إي إس بي إن.كوم (الإنجليزية)
- معلومات عن اللاعب